# 1100年代
| 千纪： | 2千纪                                                                                            |
| 世纪： | 10世纪 \| 11世纪 \| 12世纪                                                                       |
| 年代： | 1070年代 \| 1080年代 \| 1090年代 \| 1100年代 \| 1110年代 \| 1120年代 \| 1130年代                 |
| 年份： | 1100年 \| 1101年 \| 1102年 \| 1103年 \| 1104年 \| 1105年 \| 1106年 \| 1107年 \| 1108年 \| 1109年 |

## 大事记
- 1101年，宋徽宗亲政，任用蔡京、童贯等奸臣。
- 1102年，宋朝立刻元祐党人碑。
- 1103年，宋朝收复湟州；1504年，收复廓州；1108年，收复洮州。

## 出生
- 宋钦宗（1100年）
- 岳飞（1103年）
- 宋高宗（1107年）

## 逝世
- 宋哲宗（1100年）
- 辽道宗（1101年）
- 苏轼（1101年）